# Pimpinella viridiflora
Pimpinella viridiflora är en flockblommig växtart som beskrevs av Charles Baron Clarke. Pimpinella viridiflora ingår i släktet bockrötter, och familjen flockblommiga växter. Inga underarter finns listade i Catalogue of Life.